# Prix Jacques-Lacroix
Le prix Jacques-Lacroix, de la fondation de Madame Jacques Lacroix, est un prix annuel de littérature et de philosophie de l'Académie française créé en 1989 et « destiné à l’auteur d’un ouvrage sur la vie des animaux ».
Depuis 2005, la dotation est de 1500€.

## Liste des lauréats

### Années 1990
- 1990 : Jean-Pierre Digard pour L’Homme et les animaux domestiques
- 1991 : Jean-Jacques Camarra (1953-....) pour L’Ours brun
- 1992 : Pierre Pellerin pour Les Rendez-vous de la nature au fil des mois
- 1993 :
  - Jean-Paul Grossin et Antoine Reille pour Anthologie du cerf
  - Léon Mazzella (1958-....) pour Chasses furtives
- 1994 : 
  - Fabrice Cahez pour Terre de renard
  - Michel de Decker pour Les animaux qui ont une histoire
  - Roland Villeneuve pour Le Lion
- 1995 :
  - Bertrand Hell pour Le Sang noir. Chasse et mythe du sauvage en Europe
  - Éric Weber (1941-....) pour Sur les traces des bouquetins d’Europe
- 1996 : Georges Pasteur pour Biologie et Mimétismes. De la molécule à l’homme
- 1997 : Eric Dragesco (1954-....) pour La Vie sauvage dans les Alpes
- 1998 :
  - Jean-Claude Chantelat pour Les Oiseaux de France
  - Gérard Jadoul (1959-....) pour La Cigogne noire
- 1999 : Simonne Jacquemard pour L’Oiseau essentiellement

### Années 2000
- 2000 :
  - Jacques Goldberg (1938-2016) pour Les Sociétés animales. Communication, hiérarchie, territoire, sexualité
  - Patrice Leraut pour L’Album des insectes, Les espèces communes de nos régions
- 2001 : Pierre Déom pour la publication de La Hulotte
- 2002 : Jean-François Mongibeaux pour Le Peuple migrateur
- 2003 :
  - Karim Daoues (1973-....) et Teddy Moncuit pour Reptiles (photos de Paul Starosta)
  - Yves Paccalet pour Le Bonheur sous la mer
- 2004 : Michel Ribette pour Madame blanche
- 2005 : Philippe Verro pour Double voie
- 2006 : Bruno Corbara (1957-....) pour Constructions animales
- 2007 : Jacques d'Aguilar (1921-2018) pour Histoire de l’entomologie
- 2008 : Jean-Marc Moriceau pour Histoire du méchant loup, XVe – XXe siècle
- 2009 :
  - Henri Gourdin pour Le Grand Pingouin
  - Philippe Jourde (1970-....) pour Le hérisson d'Europe

### Années 2010
- 2010 : Bernard De Wetter pour Le mystère lynx. Quand le lynx réapparaît en Ardenne
- 2011 :
  - Marc Bochet (1929-2016) pour L’Âne, le Job des animaux. De l’âne biblique à l’âne littéraire
  - Carole Ferret pour Une civilisation du cheval. Les usages de l’équidé de la steppe à la taïga
- 2012 : Florence Ollivet-Courtois pour Un éléphant dans ma salle d’attente. Aventures d’une vétérinaire
- 2013 : Nicolas Milovanovic pour La princesse Palatine protectrice des animaux
- 2014 : Éric Baratay pour Bêtes des tranchées. Des vécus oubliés
- 2015 : Damien Baldin pour Histoire des animaux domestiques XIXe – XXe siècles
- 2016 : Vincent Tardieu pour L’Étrange Silence des abeilles. Enquête sur un déclin inquiétant
- 2017 : Christian Laborde pour La Cause des vaches
- 2018 : François Sarano pour Le Retour de Moby Dick
- 2019 : Baptiste Morizot pour Sur la piste animale

### Années 2020
- 2020 : Violette Pouillard (1982-....) pour Histoire des zoos par les animaux. Impérialisme, contrôle, conservation (Champ Vallon)
- 2021 : Loïc Bollache pour Comment pensent les animaux
- 2022 : Luc Passera pour Les Insectes, rois de l’adaptation
- 2023 : Allain Bougrain-Dubourg pour Dictionnaire amoureux des oiseaux
- 2024 : Laurent Tillon pour Les Fantômes de la nuit. Des chauves-souris et des hommes